# Leidenfrost-effect

Een druppel zweeft een tiende millimeter boven het oppervlak. De damp oefent een opwaartse kracht uit op de holle onderkant van de druppel, terwijl langs de zijkanten damp verdwijnt.

Het leidenfrost-effect is een fenomeen waarbij een druppel zweeft boven een oppervlak dat duidelijk heter is dan het kookpunt van de vloeistof.
Door de hitte verdampt de vloeistof, ook aan de onderkant. Vanaf een bepaalde temperatuur, het leidenfrost-punt, is het damplaagje onder de druppel stabiel genoeg om die zwevend te houden. Het damplaagje werkt tevens isolerend, zodat de vloeistof niet snel verdampt; waterdruppels in een pan boven het leidenfrost-punt blijven veel langer in stand dan bij een lagere temperatuur. De vloeistofdynamica en andere stromingsverschijnselen en krachten kunnen tot stervormige en bewegende druppels leiden.
Het effect werd genoemd naar Johann Gottlob Leidenfrost die het in 1756 beschreef in Een traktaat over enkele eigenschappen van gewoon water. Het gedrag van de druppels kan enigszins nagebootst worden met druppels op een kussen van opstijgende lucht.

## Dynamiek

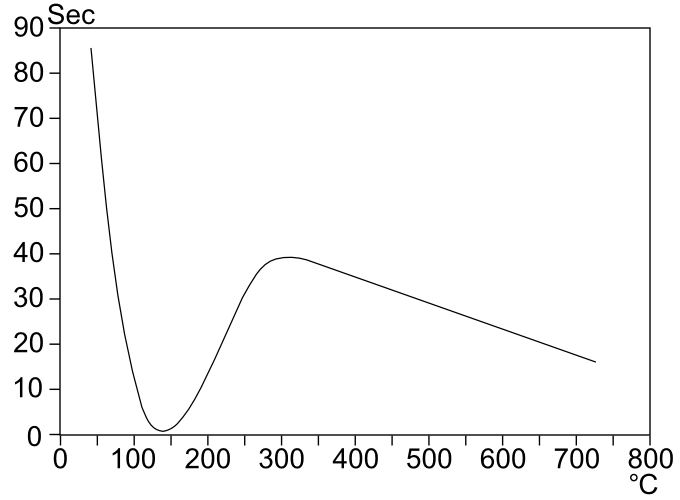
De overlevingsduur van een druppel, afgezet tegen de temperatuur. Bij zo'n 140°C is de druppel in een seconde verdampt, bij 300° (het leidenfrost-punt) blijft hij 40 seconden in stand, even lang als bij 70°C.

De temperatuur van het leidenfrost-punt is lastig te voorspellen, omdat die afhangt van de druppelgrootte, het type oppervlak en de zuiverheid van de vloeistof. Bij water in een braadpan zou het effect kunnen optreden vanaf iets onder of boven de 200°C. De vorm van de druppel wordt bepaald door een evenwicht tussen de capillariteit en de zwaartekracht.
Vooral druppels van minder dan een millimeter groot, die al bijna verdampt zijn, kunnen zich over de bodem verplaatsen, in de lucht springen, van vorm veranderen of ontploffen. Grote druppels, met een straal in het centimetergebied, kunnen door de zwaartekracht luchtbuisjes, 'schoorstenen', vormen. Soms ontstaan er instabiliteiten op regelmatige afstanden langs de omtrek, wat kan leiden tot leidenfrost-sterren. Door trillingen in de damplaag oscilleren deze tussen verschillende toestanden en zijn ze voortdurend in beweging in een Faraday-instabiliteit. De eenvoudigste is de 2-mode, een ovale waterdruppel die heen en weer glijdt en zich strekt en samentrekt. Er zijn sterren tot dertien punten waargenomen.
De microstromingen binnen een druppel zijn in het algemeen dynamisch, met stromingen die mogelijk door temperatuurverschillen in stand gehouden worden. Sterren ontstaan als zich op regelmatige afstanden langs de omtrek instabiliteiten voordoen. De punten laten sterke pulsaties zien, waardoor de temperatuur geëgaliseerd wordt. De microstromingen nemen dan snel af, maar het is niet zeker of dat door de kleinere temperatuurverschillen komt.

## Temperaturen en effecten

Een druppel stuitert op een hete plaat, kennelijk net onder het leidenfrost-punt

Elke vloeistof heeft zijn eigen leidenfrost-eigenschappen, hieronder worden enkele karakteristieke temperaturen beschreven voor druppels water in een pan in huiselijke omstandigheden:
- Lager dan 100°C: de druppels liggen op de bodem en verdampen.
- Vanaf 100°C: de druppels raken aan de kook en verdampen snel en sissend.
- Net voor het leidenfrost-punt kunnen druppels door de pan stuiteren.[1]
- Rond de 200°C wordt het leidenfrost-punt bereikt: de druppels gaan zweven op een damplaag die isolerend werkt, zodat de druppels niet verkoken.
- Leidenfrost-sterren kunnen ontstaan bij een nog hogere temperatuur, boven 250°C.
- Bij een zeer veel hogere temperatuur,[2] waarbij de pan beschadigd kan raken, verdampen de druppels vrijwel onmiddellijk, zodat het effect niet meer optreedt.

## Voorbeelden
- Op een hete kookplaat springen waterdruppels weg.
- Druppels vloeibaar stikstof springen over de vloer van een laboratorium.

## Literaire verwijzingen
In Jules Vernes roman Michael Strogoff, de koerier van de tsaar wordt een gloeiend zwaard vlak langs de ogen van de held gehaald om hem blind te maken, maar hij wordt gered door zijn tranen en het leidenfrost-effect, al wordt dat niet bij naam genoemd.